# Route 1A (Alberta)
Pour les articles homonymes, voir Route 1A.
La route 1A de l'Alberta est la désignation de deux routes alternatives à la Route 1. Cette route n'est pas la seule route alternative de la Route 1, la Route 1X étant une autre des routes alternatives. La Route 1A ne fait pas partie de la route transcanadienne et donc utilise le bouclier routier provincial au lieu du bouclier routier de la route transcanadienne.

## Promenade de la Vallée-de-la-Bow
La section de la Route 1A entre Lake Louise et Banff a une longueur de 51 km et est aussi connue sous le nom de promenade de la Vallée-de-la-Bow. La route commence à la Route 1 à Lake Louise et longe généralement en parallèle la Route 1 jusqu'à ce qu'elle la rencontre, à environ 6 km à l'ouest de Banff. Elle donne un accès immédiat à certaines des attractions du Parc national Banff, notamment à Castle Mountain et à Johnston Creek. Cette section de la Route 1A à une vitesse réduite à 60 km/h, et donne l'opportunité d'observer la faune à différents temps de l'année.
Parcs Canada a aménagé des endroits où les voitures peuvent arrêter en toute sécurité pour permettre d'enrichir et d'éduquer les visiteurs de la région. La promenade de la Vallée-de-la-Bow est une des deux promenades entre Lake Louise et Banff, et est la seule qui permet d'observer le paysage des montagnes, des chutes d'eau, et divers rivières et torrents. Originellement, la Route 1 était la seule route qui reliait la vallée et est présentement annoncée comme "une expérience patrimoniale à laquelle les visiteurs ont accès à longueur d’année.
Parcs Canada a mis en place des restrictions sur les temps d'utilisation sur un segment de 17 km entre le terrain de camping Johnston Canyon et l'aire de pique-nique Fireside (adjaçant à la jonction est de la Route 1). En effet, pour protéger la faune, du 1er mars jusqu'au 25 juin, la route ne peut être utilisée entre 20 heures et 8 heures. La route 1 peut être utilisée comme une route alternative pendant ce temps.

### Intersections majeures
| Municipalité rurale / spécialisée | Ville           | km | Destinations | Notes                 |
| --------------------------------- | --------------- | --- | --- | --------------------- |
| I.D. No 9 (Parc national Banff)   | Lake Louise     | 0,00 | Lake Louise Drive – Château Lake Louise, Lac Moraine                                                                             | Continue vers l'ouest |
| I.D. No 9 (Parc national Banff)   | Lake Louise     | 0,00 | Route 1 / Route 93 – Banff, Jasper, Golden                                                                                       | Échangeur             |
| I.D. No 9 (Parc national Banff)   |                 | 0,85 | Whitehorn Road – Station de ski de Lake Louise                                                                                   |                       |
| I.D. No 9 (Parc national Banff)   | Castle Junction | 26,80 | Vers Route 1 / Route 93 sud – Radium Hot Springs                                                                                 |                       |
| I.D. No 9 (Parc national Banff)   |                 | 33,60 | Camping de Johnson Creek |                       |
| I.D. No 9 (Parc national Banff)   | 33,60–50,00     | Restriction saisonnière Route fermée à tout trafic à l'exception des vélos entre le 1er mars et le 25 juin ainsi qu'en septembre | Restriction saisonnière Route fermée à tout trafic à l'exception des vélos entre le 1er mars et le 25 juin ainsi qu'en septembre |                       |
| I.D. No 9 (Parc national Banff)   | 50,30           | Route 1 – Banff, Calgary, Lake Louise                                                                                            | Échangeur |                       |
| - Accès incomplet                 |                 | | |                       |

## Bow Valley Trail
La deuxième Route 1A, connue sous le nom de Bow Valley Trail, commence à Canmore à la sortie 91 et a une longueur de 103 km. Auparavant, elle commençait à la sortie 86 sur la route transcanadienne mais les titres de propriétés pour cette section ont été transférés à la ville de Canmore. La section a tout de même gardé le nom de "Bow Valley Trail".
À partir de la sortie 91, elle se dirige vers l'est en suivant les voies ferrées du Chemin de fer Canadien Pacifique, jusqu'à ce qu'elle atteigne le hameau de Exshaw. À partir d'Exshaw, la Bow Valley Trail va vers le nord-est, après avoir croisé la Route 1X.
À l'est de la Route 1X, la Bow Valley Trail devient plus étroit et la vitesse maximum est réduite à 80 km/h sur environ 30 kilomètres pendant qu'elle passe à travers la Réserve Indienne Stoney, où des panneaux de signalisation indiquent la possibilité d'avoir des animaux d'élevage ou des piétons sur la route. La Route 1A passe à Morley, approximativement à 8 kilomètres à l'est de la frontière de la Réserve; la communauté est située juste au sud de la route. Après avoir passé la réserve, la route s'élargit et la vitesse maximum augmente à 100 km/h. Peu après avoir quitté la réserve, la route longe le nord du Lac Ghost. Le Lac Ghost est la source primaire d'hydroélectricité pour Calgary à travers TransAlta. La Route 1A rencontre la Route 40 en direction nord approximativement 3 km après avoir passé le Lac Ghost.
À partir de la Route 40, la Bow Valley Trail procède vers l'est, et ensuite légèrement vers le sud-est, avant de rejoindre la ville de Cochrane, où elle croise la Route 22. La route s'élargit ensuite à quatre voies et continue pendant 18 kilomètres vers le sud-est avant de rejoindre Calgary, rencontrant la Route 766 à environ 6 kilomètres à l'ouest des limites de la ville de Calgary. En arrivant à la limite de Calgary à la Route 12 Mile Coulee, la route continue sous le nom de Crowchild Trail, une voie express nord-sud majeure (la Crowchild Trail va vers le sud-est jusqu'à la 24e Avenue NW) qui va à travers les parties nord-est et sud-ouest de la ville. Dans la ville, elle croise la Route 201 (Stoney Trail) et plusieurs routes majeures avant de rejoindre la route transcanadienne (connu sous le nom de 16e Avenue N) près du Stade McMahon et de l'Université de Calgary. La Crowchild Trail est maintenue par la Ville de Calgary au lieu de Alberta Transportation.

### Intersections majeures
| Municipalité rurale / spécialisée                           | Ville                        | km                           | Destinations                                                                 | Notes                                                     |
| ----------------------------------------------------------- | ---------------------------- | ---------------------------- | ---------------------------------------------------------------------------- | --------------------------------------------------------- |
| Bighorn No 8                                                | Canmore                      | -4,70                        | Route 1 – Banff, Calgary                                                     | Échangeur; sortie 86 de la Route 1; ancien terminus ouest |
| Bighorn No 8                                                | Canmore                      | 0,00                         | Route 1 – Banff, Calgary                                                     | Échangeur; sortie 91 de la Route 1                        |
| Bighorn No 8                                                |                              | 21,90                        | Route 1X sud – Seebe, Pays de Kananaskis                                     |                                                           |
| Réserves Indiennes Stoney Numéros 142, 143 et 144 (Stoneys) | Morley                       | 43,20                        | Mînî Thnî Road                                                               |                                                           |
| Bighorn No 8                                                | Pas d'intersections majeures | Pas d'intersections majeures | Pas d'intersections majeures                                                 | Pas d'intersections majeures                              |
| Limite Bighorn No 8 – Comté de Rocky View                   | Ghost Lake                   | 54,10                        | Traverse le Lac Ghost                                                        | Traverse le Lac Ghost                                     |
| Comté de Rocky View                                         |                              | 58,20                        | Route 40 nord (Route Forestry Trunk) – Benchland, Waiparous, Sundre, Nordegg |                                                           |
| Comté de Rocky View                                         | Cochrane                     | 71,30                        | Route 22 (Cowboy Trail) vers Route 1 – Sundre, Bragg Creek                   | Feux de circulation; échangeur proposé,                   |
| Comté de Rocky View                                         | Cochrane                     | 73,90                        | Gleneagles Drive                                                             | Sortie direction est; entrée direction ouest              |
| Comté de Rocky View                                         | Cochrane                     | 76,20                        | Gleneagles Drive / Route Retreat (Range Road 40)                             | Feux de circulation                                       |
| Comté de Rocky View                                         |                              | 86,30                        | Route 766 nord (Lochend Road / Range Road 32) – Madden                       |                                                           |
| Comté de Rocky View                                         | Bearspaw                     | 87,10                        | Route Bearspaw (Range Road 30)                                               | Feux de circulation                                       |
| Ville de Calgary                                            | Ville de Calgary             | 89,60                        | 12 Mile Coulee Road                                                          | Feux de circulation; route devient Crowchild Trail        |
| Ville de Calgary                                            | Ville de Calgary             | 92,00                        | Route 201 (Stoney Trail)                                                     | Échangeur; sortie 41 de la Route 201                      |
| Ville de Calgary                                            | Ville de Calgary             | 94,20                        | Nose Hill Drive                                                              | Échangeur                                                 |
| Ville de Calgary                                            | Ville de Calgary             | 96,20                        | Sarcee Trail / Silver Springs Gate                                           | Échangeur                                                 |
| Ville de Calgary                                            | Ville de Calgary             | 97,30                        | 53 Street NW                                                                 | Échangeur                                                 |
| Ville de Calgary                                            | Ville de Calgary             | 98,60                        | Shaganappi Trail                                                             | Échangeur                                                 |
| Ville de Calgary                                            | Ville de Calgary             | 99,30                        | Northland Drive                                                              | Échangeur                                                 |
| Ville de Calgary                                            | Ville de Calgary             | 100,10                       | Brisebois Drive / 40 Avenue NW                                               | Échangeur                                                 |
| Ville de Calgary                                            | Ville de Calgary             | 101,00                       | Charleswood Drive / 32 Avenue NW                                             | Échangeur                                                 |
| Ville de Calgary                                            | Ville de Calgary             | 101,20                       | 24 Avenue NW                                                                 | Feux de circulation                                       |
| Ville de Calgary                                            | Ville de Calgary             | 101,60                       | 23 Avenue NW (vers Banff Trail)                                              | Feux de circulation; accès vers l'ouest depuis Route 1    |
| Ville de Calgary                                            | Ville de Calgary             | 102,00                       | Route 1 (16 Avenue NW) – Medicine Hat, Banff                                 | Échangeur; terminus est                                   |
| Ville de Calgary                                            | Ville de Calgary             | 102,00                       | Crowchild Trail – Centre Ville                                               | Continue vers le sud                                      |
| - Accès incomplet - Transition de route                     |                              |                              |                                                                              |                                                           |

## Anciens alignements

### Icefields Parkway
Lors de la construction de la Icefields Parkway, elle était désignée comme Route 1A entre Lake Louise et Jasper (Alberta). La route a changé de numéro en 1959 et est maintenant la Route 93.

### Col du Cheval-qui-Rue
Une ancienne partie de la Route 1A existe le long de l'ancienne Kicking Horse Trail, la route originale entre Lake Louise et Golden, Colombie-Britannique qui avait ouvert en 1926. Lorsque la route transcanadienne a été réalignée en 1962, le segment a été renommé Route 1A. Elle commençait à la Route 1 de la Colombie-Britannique, 3 kilomètres à l'ouest de la frontière de l'Alberta dans le Parc national de Yoho. Elle serpentait vers l'est à travers Col du Cheval-qui-Rue vers Lake Louise et suivait généralement la Route 1 et le chemin de fer Canadien Pacifique vers le sud en parallèle. La section entre Lake Louise (le village) et le Lac Louise est connue sous le nom de Lake Louise Drive, tandis que le reste de la route est maintenant fermé au trafic automobile et fait maintenant partie de la promenade de randonnée Great Divide.

### 17 Avenue SE
La Route 1A était une route alternative qui suivait la 17 Avenue SE à Calgary et rejoignait la Route 1 à Chestermere. Elle commençait à l'échangeur de la Route 2 (Deerfoot Trail) et de la Blackfoot Trail, et continuait vers l'est le long de la 17 Avenue SE où elle passait à travers l'ancienne ville de Forest Lawn. Elle croisait la 116 Street SE, en entrant à Chestermere et finissait à l'échange de la Route 1. La route a été abandonnée par la province en 2013 et la section qui passait à Chestermere a été renommée Chestermere Boulevard. En 2016, certains panneaux de la Route 1A étaient encore présents sur la Deerfoot Trail et des sections de la 17 Avenue SE à Calgary; cependant, ils ont été enlevés le long de la Stoney Trail, à travers Chestermere, et le long de la route transcanadienne.

### Centre-ville de Calgary
La section existante de la Bow Valley Trail / Crowchild Trail et de la 17 Avenue SE de la Route 1A était auparavant connectée en suivant une série de rues à travers le centre-ville de Calgary. À partir de son terminus actuel, la Route 1A suivait la 16 Avenue NW vers l'est et était cosigné avec la Route 1 jusqu'à la 14 Street NW. La Route 1A tournait ensuite vers le sud, et après avoir traversé la Rivière Bow, utilisait le pont Mewata et bifurquait ensuite vers l'est à l'échangeur avec la Bow Trail. La Route 1A passait à travers le centre-ville de Calgary sur une paire de rue à sens unique, avec le trafic en direction est suivant la 9 Avenue S et le trafic en direction ouest suivant la 6 Avenue S. À l'est de la 6 Avenue SE, le trafic dans les deux directions suivait la 9 Avenue SE, en traversant la Rivière Elbow sur le pont Inglewood et en passant à travers la communauté d'Inglewood, pour se relier avec la section est de la Route 1A en utilisant soit la 16 Rue SE et la Blackfoot Trail, ou directement le long de la 17 Avenue SE. Cette section de la Route 1A a été abandonnée dans les années 1970.

### Brooks – Medicine Hat
Un ancien alignement de la route transcanadienne entre Brooks et Medicine Hat, dans le Comté de Newell et le Comté de Cypress, est connu localement sous le nom de Route 1A. Suivant la Route 1 en parallèle, elle va en direction sud en longeant le chemin de fer principal du Canadien Pacifique. La route est pavée entre Brooks et la Route 875, avec des plans futurs de la paver jusqu'à Tilley, et quelques sections alentour de Suffield. Entre Tilley et Suffield, la route est en gravier et est utilisée comme route d'accès local. Quand la route arrive dans le Comté de Cypress, elle est localement nommée la Vieille route transcanadienne, tandis qu'à Redcliff et à Medicine Hat elle prend le nom de South Railway Avenue et de Saamis Drive.
Malgré le nom de Route 1A, la route est entretenue par les municipalités locales et ne fait pas partie du système de route provincial.

## Route 1X
La Route 1X est une courte route provinciale reliant la Route 1 et la Route 1A, approximativement à sept kilomètres à l'est d'Exshaw, près de la limite ouest de la Réserve Indienne Stoney. La route est le seul moyen de traverser la Rivière Bow entre Canmore à l'ouest et Morley à l'est, donnant accès à la terre et aux communautés des Premières Nations de la région. Avec une longueur de 4,5 km, elle est l'une des routes provinciales les plus courtes en Alberta.

### Intersections majeures
| Municipalité rurale / spécialisée     | Ville | km   | Destinations                                               | Notes                               |
| ------------------------------------- | ----- | ---- | ---------------------------------------------------------- | ----------------------------------- |
| District d'amélioration de Kananaskis |       | 0,00 | AB-1 – Canmore, Banff, Calgary                             | Échangeur; sortie 114 de la Route 1 |
| Bighorn No 8                          | Seebe | 2,20 | Traverse la Rivière Bow                                    | Traverse la Rivière Bow             |
| Bighorn No 8                          |       | 4,50 | Route 1A (Bow Valley Trail) - Kananaskis, Exshaw, Cochrane |                                     |
|                                       |       |      |                                                            |                                     |